# Graumazama

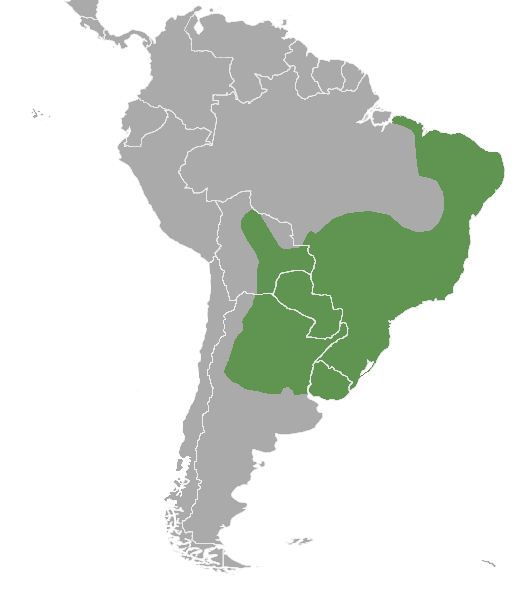
Das Verbreitungsgebiet des Graumazamas nach Angaben der IUCN

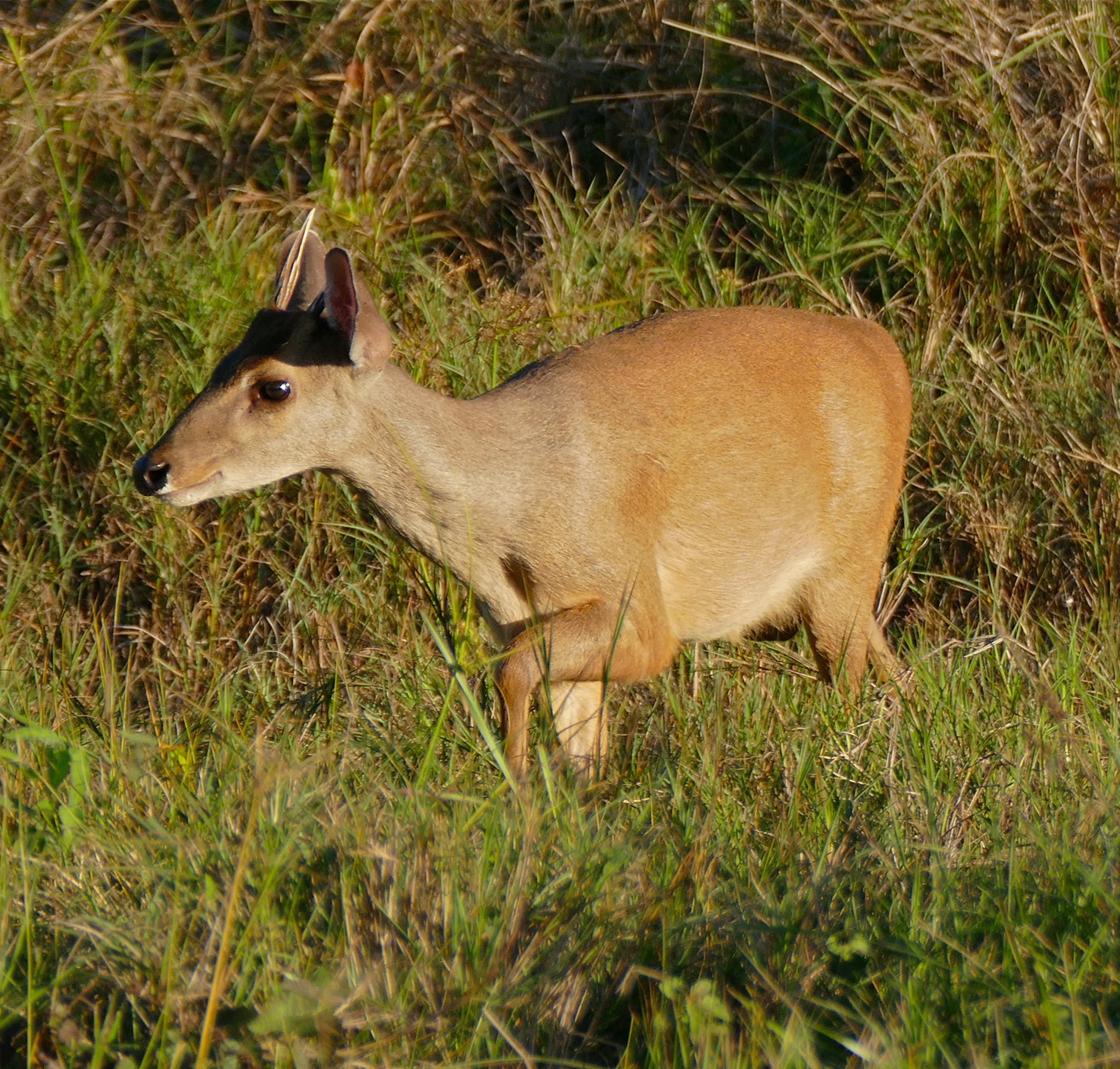
Männchen des Graumazamas

Der Graumazama (Subulo gouazoubira, auch  Mazama gouazoubira) ist eine Art aus der monotypischen Gattung Subulo, die in Südamerika im zentralen und östlichen Brasilien, im Osten von Bolivien, in Paraguay und Uruguay und im Norden von Argentinien vorkommt.

## Merkmale
Der Graumazama ist ein kleiner bis mittelgroßer Spießhirsch und erreicht eine Kopf-Rumpf-Länge von 85 bis 105 cm, eine Schulterhöhe von 50 bis 65 cm und ein Körpergewicht von 11 bis 25 kg. Der Schwanz hat eine Länge von 8 bis 19 cm, die Ohrlänge liegt bei 9,5 bis 12,1 cm. Das spießartige, unverzweigte Geweih der Männchen erreicht eine Länge von 6 bis 12 cm. Die Fellfarbe ist graubraun mit einer leicht orangen Tönung auf der Oberseite von Rumpf und Schwanz. In Brasilien wurde regionale Unterschiede zwischen verschiedenen Populationen der Hirschart festgestellt. So wurden Individuen mit einer hellbraunen Färbung vor allem in Grasländern festgestellt, während die Populationen in bewaldeten Gebieten eher ein dunkleres, mehr graues Fell haben. Allerdings können auch innerhalb einer Population signifikant unterschiedliche Fellfärbungen auftreten. Der Graumazama besitzt einen diploiden Chromosomensatz von 2n = 70. Vom Amazonien-Mazama (Passalites nemorivagus), der den Graumazama in den tropischen Regenwäldern des Amazonasbeckens ablöst, kann der Graumazama durch den orangefarbenen Einschlag auf Rumpf und Schwanzoberseite, die größeren, mehr abgerundeten Ohren und die kleineren Augen unterschieden werden.

## Lebensraum und Lebensweise
Der Graumazama lebt östlich der Anden in offenen Wäldern, an Waldrändern und in verbuschten Regionen mit trockenem oder mäßig feuchtem Klima. Er meidet sowohl dichte Wälder als auch Grasland ohne Deckung in Form von Bäumen und Sträuchern. Der Graumazama ist vorwiegend tagaktiv mit unterschiedlichen Aktivitätsmustern in verschiedenen Biotopen. Die hellen Tagesstunden werden bevorzugt zwischen mehr oder weniger dichter Vegetation verbracht, während offenes Gelänge eher in der Dämmerung oder in der Nacht zum Äsen aufgesucht wird. Der Graumazama ist ein „Selektierer“ und ernährt sich von Gräsern, Kräutern, Blättern und Knospen. Früchte scheinen nur eine geringe Bedeutung zu haben. Der Graumazama lebt einzelgängerisch und ist revierbildend. Der Lebensraum eines Exemplars oder Paars kann 30 bis 300 ha umfassen. Männchen verteidigen das gesamte Revier, Weibchen nur die Kernzone. Die Reviergrenzen werden an verschiedenen Stellen durch das Abgeben von drei bis fünf Kotpillen markiert. Graumazamas haben keine eng begrenzte Fortpflanzungszeit, sondern balzen, paaren sich und gebären während der meisten Monate des Jahres. Die Trächtigkeitsdauer liegt bei 208 bis 210 Tagen. Pro Geburt wird ein einzelnes Jungtier geboren. Es hat ein Geburtsgewicht von 0,5 bis 1,3 kg und in den ersten drei bis vier Lebensmonaten ein weiß geflecktes Fell. Etwa sechs Monate nach der Geburt wird das Junge entwöhnt. Die bedeutendsten Fressfeinde des Graumazamas sind der Jaguar und der Puma.

## Systematik
Der Graumazama wurde 1814 durch den deutschen Zoologen Gotthelf Fischer von Waldheim als Cervus gouazoubira erstmals wissenschaftlich beschrieben. Das Art-Epitheton gouazoubira wurde von der Bezeichnung der indigenen Guaraní für diesen Hirsch abgeleitet. Später wurde der Graumazama in die Gattung der Spießhirsche (Mazama) eingeordnet. Die Systematik der neotropischen Hirsche (Odocoileini) ist jedoch sehr problematisch. Der Graumazama, der Kleinstmazama (Mazama chunyi) und der Amazonien-Mazama (Passalites nemorivagus) sind molekulargenetischen Untersuchungen zufolge näher mit dem Sumpfhirsch (Blastocerus dichotomus), den Andenhirschen (Hippocamelus), dem Pampashirsch (Ozotoceros bezoarticus) und dem Südpudu (Pudu puda) verwandt als mit den übrigen Spießhirscharten. Daher wurde der Graumazama im Jahr 2023 in die Gattung Subulo verschoben, welche Charles Hamilton Smith bereits 1827 etabliert hatte.

## Gefährdung
Der Graumazama ist nach Angaben der IUCN nicht gefährdet. Das Verbreitungsgebiet ist relativ groß, die Populationen sind bisher nur wenig fragmentiert und die Tiere kommen in einigen Schutzgebieten vor. In Brasilien ist der Graumazama die häufigste Spießhirschart. Bedrohungen für die Art stellen die Jagd und der Verlust von Lebensräumen dar.